# Haliclona elegantia
Haliclona elegantia är en svampdjursart som först beskrevs av James Scott Bowerbank 1875.  Haliclona elegantia ingår i släktet Haliclona och familjen Chalinidae. Inga underarter finns listade i Catalogue of Life.